# Amor a la vuelta de la esquina
Amor a la vuelta de la esquina és una pel·lícula mexicana de 1986 dirigida per Alberto Cortés Calderón. Aquesta pel·lícula de drama protagonitzada per Gabriela Roel, Alonso Echánove, Martha Papadimitriou, va tenir com a actriu convidada a Pilar Pellicer.

## Producció
El rodatge va iniciar el 13 d'octubre de 1985 als Estudios Churubusco i en locacions de l'estat de Guerrero.
Es va estrenar el 26 de febrer de 1987 als cinemes: Olímpia, Tlatelolco, Madrid, Ermita, Mitla, Gabriel Figueroa.

## Sinopsi
María escapa de la presó, en la carretera un home (xofer i contrabandista d'aparells elèctrics) l'ajuda i la porta a viure a una pensió. María es prostitueix i roba als seus clients. Viu amb un i li roba en l'oficina on treballa, amb els diners que roba es va a la platja, i aquí roba a un altre noi. Troba novament al xofer amb qui viu moments apassionats fins que la policia l'atrapa de nou.

## Repartiment
| Repartiment           | Personatges |
| --------------------- | ----------- |
| Gabriela Roel         | María       |
| Alonso Echánove       | Julián      |
| Leonor Llausás        | Leonor      |
| Martha Papadimitrioiu | Marta       |
| Juan Carlos Colombo   | Luis        |
| Emilio Cortés         | Emilio      |
| Daniel González       | Arturo      |
| Alberto Rodríguez     | Jaime       |

## Premios i reconeixements
- Diplomes atorgats per l'Academia Mexicana de Artes y Ciencias Cinematográficas, a Alberto Cortés
- III Concurs de cinema experimental[5]

En la XXIX edició dels Premis Ariel va guanyar el premi a la millor operaprima i fou nominada a la millor direcció, millor actriu, coactuació masculina, actriu secundària, guió cinematogràfic i edició.